# Ficobracon brusi
Ficobracon brusi är en stekelart som beskrevs av Van Achterberg och Weiblen 2000. Ficobracon brusi ingår i släktet Ficobracon och familjen bracksteklar. Inga underarter finns listade i Catalogue of Life.